# Permanent Fatal Error
Permanent Fatal Error est un groupe de post-rock français, originaire de Paris.

## Biographie
Permanent Fatal Error est formé en 2002 par Olivier Manchion, membre fondateur de Ulan Bator, et collaborateur du collectif krautrock allemand Faust, Damo Suzuki's Network, et Heldon. 
Un premier album, Law Speed, est sorti en 2004 et 2005 sur les labels Wallace Records, Ruminance et Klangbad. Le projet, en groupe ou solo, est présenté en France (festivals Mouvement Paris 2003 et Musiques Volantes metz 2003), Italie (festivals Santarcangelo 2006 et Nobodaddy 2006), Angleterre (Londres, Scala 2005), Canada (Pop montreal 2005). Après un long silence discographique, Manchion annonce un nouvel EP à paraitre en janvier 2015, et l'arrivée de nouveaux musiciens, dont Sébastien Martel (M, Camille, Bumcello...) et Franck Lantignac (Ulan Bator).

## Discographie

### Albums studio
- 2004 : Law Speed (Wallace, Ruminance, Klangbad)
- 2015 : Deaf Sun / Deaf Blues (Secret Furry Hole)

### Compilations
- 2005 : Next Step (Klangbad)
- 2007 : Santarcangelo International festival of the Arts, vol.1 (Santarcangelo dei Teatri)

### Remix
- 2002 : De Breath and its Double, for (r) (Mandarangan)